# Calliandra seleri
Calliandra seleri är en ärtväxtart som beskrevs av Hermann August Theodor Harms. Calliandra seleri ingår i släktet Calliandra och familjen ärtväxter. Inga underarter finns listade i Catalogue of Life.